# Guerra Civil lituana (1389-1392)
La Guerra civil lituana de 1389-1392 va ser el segon conflicte civil entre Jogaila, rei de Polònia i Gran Duc de Lituània, i el seu cosí Vitautas el Gran. El motiu del conflicte és el control del Gran Ducat de Lituània, llavors el major país de Europa. Jogaila va ser coronat rei de Polònia a 1386; va instal·lar al seu germà Skirgaila com a governant de Lituània. Skirgaila, a poc a poc va anar perdent popularitat, i Vitautas va intentar deposar-lo. Quan va fracassar el seu primer intent de capturar Vilna, la capital, Vitautas es va aliar amb els Cavallers Teutònics, el seu enemic comú -com ho havia estat per als dos cosins a la guerra civil d'entre 1381 i 1384. Vitautes i els Cavallers van assetjar Vílnius a 1390. En els dos anys següents es va demostrar que cap dels dos bàndols podrien obtenir una ràpida victòria, i Jogaila va proposar un compromís: Vitautas es convertiria en Gran Duc i Jogaila s'erigiria en Duc Superior. Aquesta proposta va ser formalitzada en l'Acord d'Ostrów de 1392, i Vitautas es va tornar contra els Cavallers. Governaria com a Gran Duc de Lituània durant els següents 38 anys en pau amb el seu cosí.

## Antecedents
La Família de Gediminas va crear un estat que cobria els territoris de les actuals Belarús, Ucraïna, Transnístria, i parts de Polònia i Rússia. Gediminas va morir a 1341; després de la seva mort, els seus fills Algirdas i Kęstutis, pares de Jogaila i Vitautas, van co-governar el Gran Ducat pacíficament. No obstant això, després de la mort d'Algirdas a 1377, Kęstutis, Jogaila, i Vitautas van començar a lluitar pel poder. Durant el seu primer conflicte, tant Vitautas com Jogaila es van comprometre en aliances de poca durada amb l'Ordre teutònica. Vitautes no va aconseguir fer-se amb el tron, i es va reconciliar amb Jogaila a 1384. Jogaila va crear una nova aliança significativa en casar-se amb la reina Eduvigis de Polònia al febrer de 1386 i va ser coronat Rei de Polònia. Donat a que Eduviges era membre de diverses famílies europees prominents, aquest matrimoni va requerir algunes concessions per part dels lituans. Com a condició prèvia al matrimoni, a l'agost de 1385 es va signar la Unió de Krewo, que incloïa per part dels líders un compromís per renunciar al paganisme i cristianitzar als seus súbdits, així com establir una unió personal entre Polònia i Lituània. La Unió no va agradar als Cavallers Teutònics, ja que unia dos països hostils a l'Ordre, i una cristianització de Lituània, privava els Cavallers d'una excusa per guerrejar contra aquest país. L'Ordre, per tant, va fer el que va poder per desfer la unió polonès-lituana: van reclamar Samogitia, una regió de la Lituània occidental que vorejava el Mar Bàltic, i no van reconèixer el baptisme de Jogaila el 1386.
Vitautes es va convertir en duc de Hrodna i Podlàquia; Jogaila va designar al seu germà Skirgaila regent de Lituània. Skirgaila, que també governava en el patrimoni de Vitautes de Trakai, no agradava a la noblesa lituana. Vitautes, per l'altra banda, cada vegada era més popular, per la qual cosa Jogaila va començar a veure'l com un rival. Vitautas comptaria llavors amb el suport dels lituans que estaven ressentits per la intervenció polonesa des de la recent Unió de Krewo. Els lituans que li donaven suport volien mantenir unes estructures legals diferents i reservar els càrrecs públics per als lituans. Les elits lituanes també estaven descontents amb els canvis que havia implementat Jogaila a el govern.

## Guerra civil

### 1389-1390

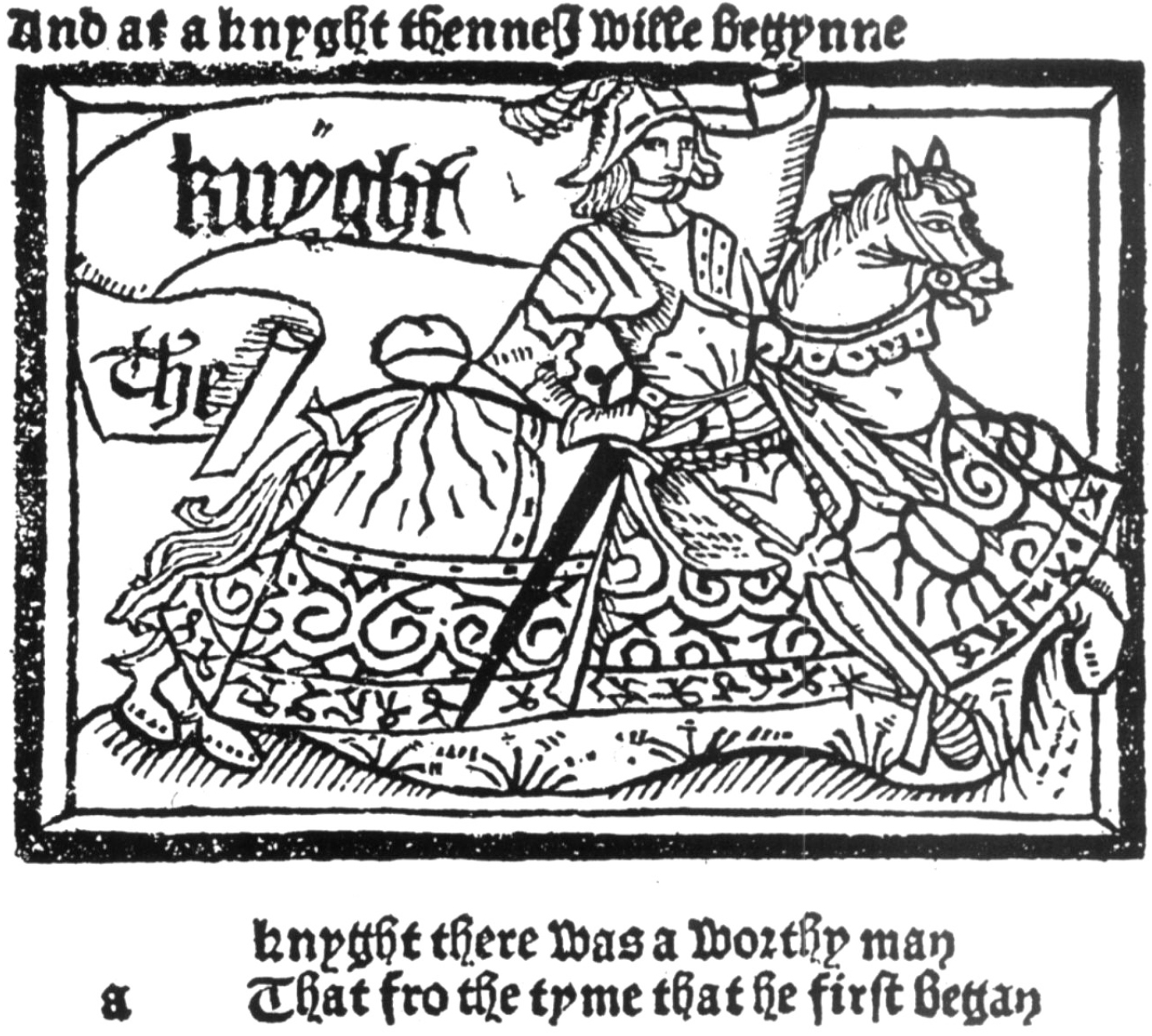
Retrat d'un cavaller anglès, del Pròleg General de Els contes de Canterbury. El cavaller de la ficció intervé en moltes croades, incloent-hi una contra els lituans.

Jogaila havia enviat a Klemens Moskarzewski a establir una guarnició polonesa a Vilna i estabilitzés la situació, però en lloc d'això, el que va aconseguir va ser encoleritzar més a l'oposició. Al maig de 1389 Jogaila va intentar mediar en el conflicte entre Skirgaila i Vitautas a Lublin. Vitautas va ser pressionat per signar un document formal pel qual es declarava lleial a Skirgaila i li brindava el seu suport, però la seva posició com a Duc de Lutsk no estava reconeguda formalment Vitautas va assegurar la seva posició a Lutsk, i va enfocar els seus esforços a Vílnius. D'acord amb el testimoni teutònic al Concili de Constança, Vitautas va planejar aprofitar el moment del casament de la seva germana enviant carros amb carn, fenc i altres mercaderies a Vílnius. Els carros estarien escortats per homes armats, que capturarien el castell una vegada dins de la ciutat. Aquest pla va ser descobert per un espia alemany i els conspiradors van ser executats. D'altra banda, dos dels aliats més forts de Vitautas, el seu germà Tautvilas i el seu cunyat Iván Olshanski, van perdre les seves propietats a Navahrudak i Halshany.
Vitautes buscaria llavors l'aliança militar amb els Cavallers, enviant al cavaller captiu Marquard von Salzbach a negociar. El 19 de gener de 1390 a Lyck, Vitautas va signar el Tractat de Lyck confirmant els termes d'una tractat anterior, el Tractat de Königsberg, signat a 1384 durant el seu primer conflicte amb Jogaila. Segons els termes d'aquest tractat, als Cavallers se'ls prometia Samogitia, per sobre del riu Nevėžis, a canvi de la seva ajuda militar. Com ja havien estat traïts, els Cavallers van demanar ostatges que garantissin la lleialtat de Vitautas: els seus germans Žygimantas i Tautvilas, la seva dona Anna, la seva filla Sofia, la seva germana Rymgajla, el seu favorit Iván Olshanki, i altres nobles.

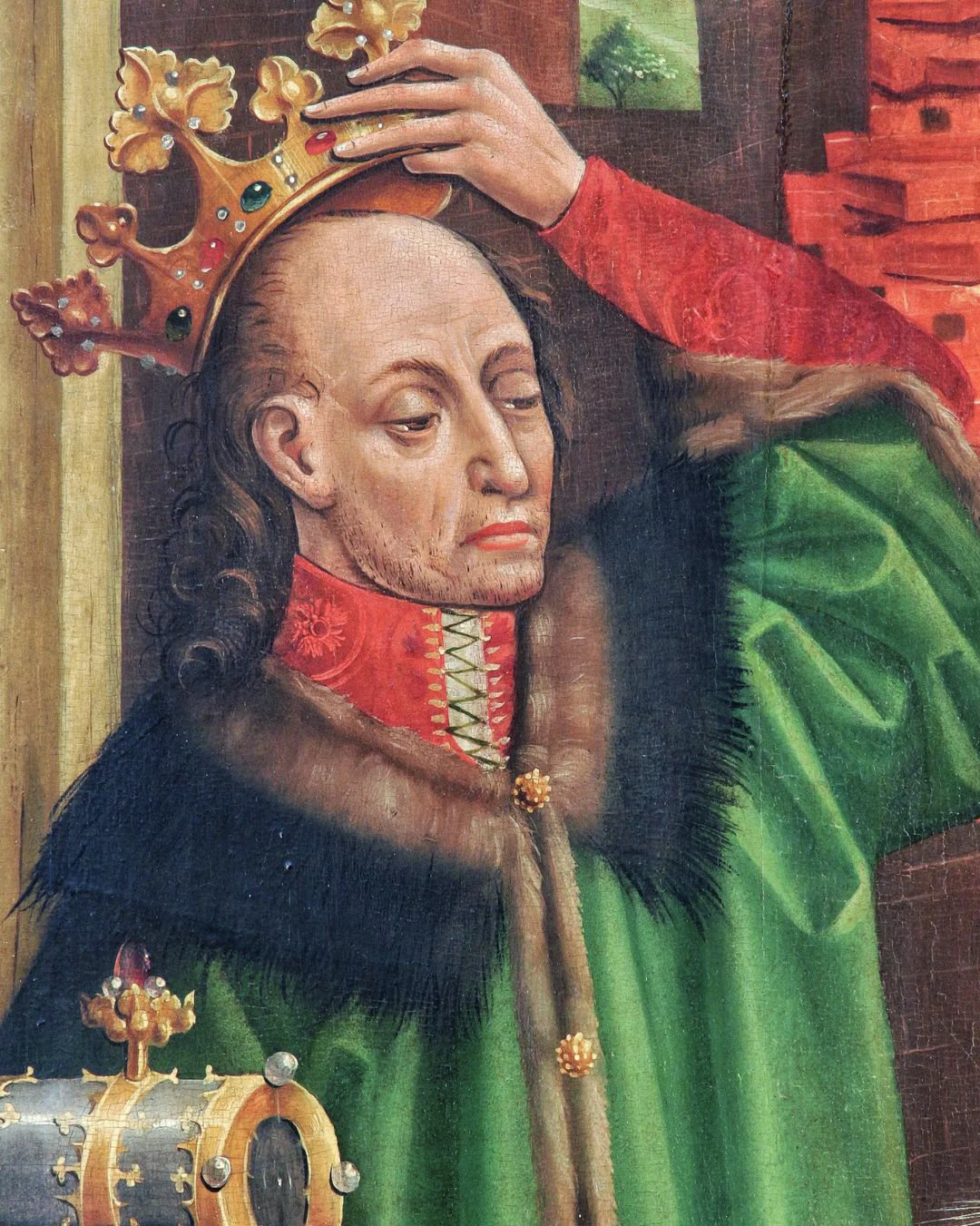
Jogaila, posteriorment conegut com Ladislau II Jagelló Władysław II Jagiełło

Al maig una delegació de trenta-un nobles samogitios van arribar a Königsberg i li van prometre lleialtat a Vitautas signant el Tractat de Königsberg de 1390. Les forces conjuntes de Vitautes i els Cavallers Teutònics consistien en gran part en voluntaris i mercenaris d'Europa occidental, sobretot de França, els estats alemanys i Anglaterra. Enric, Earl de Derby, el futur Enric IV d'Anglaterra i el Mariscal de França Jean Le Maingre estaven entre els participants. Els croats anglesos van deixar de registres detallats de les seves accions a Prússia i Lituània, i les seves proeses són esmentades per Geoffrey Chaucer a Els contes de Canterbury, possiblement com complert cap als cavallers anglesos i el seu futur rei. Mentrestant, Jogaila va aconseguir alguns èxits militars, capturant les seves tropes diversos castells a Podlaquia, deixant-les aixoplugades de guarnicions poloneses, i, després d'un setge de sis setmanes, va prendre Hrodna a l'abril de 1390.
La coalició va organitzar una sèrie de petites campanyes a Lituània; la més gran de les quals seria duta a terme a finals d’estiu. Durant aquesta campanya els Cavallers van cremar castells de fusta a Kernavė, possiblement la primera capital de Lituània, que mai es recuperaria de la destrucció. Mentre l'exèrcit assetjava Georgenburg, el Gran mestre Conrad Zöllner von Rothenstein va morir. La coalició va decidir abandonar aquest setge i dirigir-se directament contra Vilnius, ja que no seria fàcil tornar a ajuntar un gran exèrcit. L'11 de setembre de 1390 les forces combinades van iniciar un setge de cinc setmanes sobre la ciutat.Els castells de Vílnius estaven en poder de Skirgaila, que manava a tropes poloneses, lituanes i rutenes. Els Cavallers van reduir gran part de la ciutat exterior a ruïnes i van destruir el complex del castell, que mai seria reconstruït.
El germà de Vitautas, Tautvilas Kęstutaitis, i el de Jogaila, Karigaila van morir durant el setge. Les coses es complicaven per als assetjadors. Els seus subministraments de pólvora estaven disminuint, el temps estava espatllant-se, els terminis de servei per a alguns mercenaris s'acabaven, i els Cavallers havien de triar un nou Gran Mestre. Van decidir tornar a Prussia. El setge no va solucionar el conflicte, però va demostrar la creixent insatisfacció amb Jogaila dels habitants de la regió.

### 1391-1392

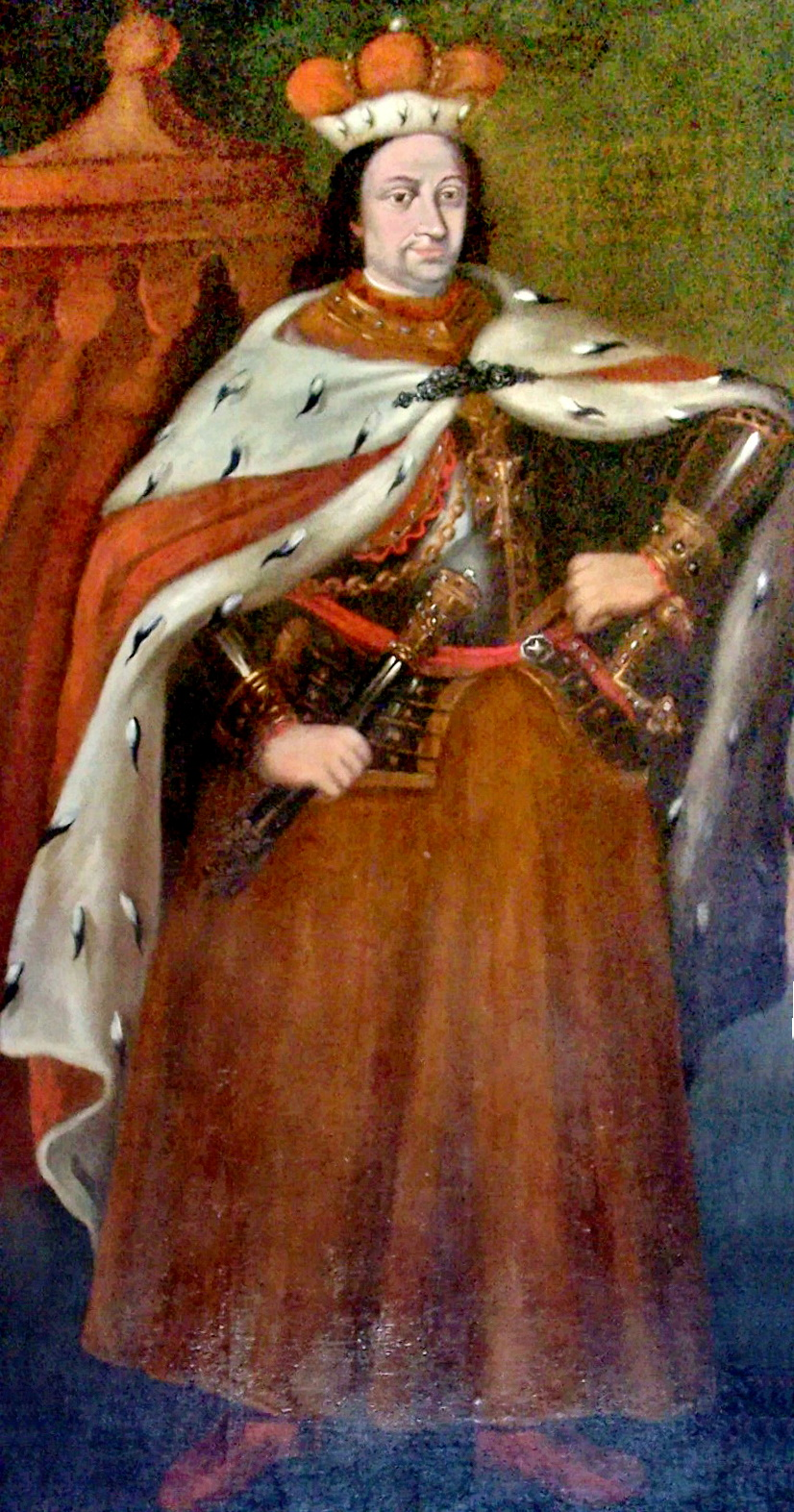
Vitautas el Gran.

El 21 de gener de 1391, l'única filla de Vitautas, Sofia de Lituània, es va casar amb Basilio I, Gran Duc de Moscou. Aquesta aliança va enfortir la influència de Vitautes en terres eslaves i representava un potencial nou aliat contra Polònia. Simultàniament, el germà de Jogaila Lengvenis estava perdent el poder a Nóvgorod en benefici de Moscou. Els Cavallers Teutònics estaven ociosos durant la prolongada selecció del seu nou Gran Mestre, Konrad amb Wallenrode; el seu capítol endarreria la seva elecció. Al maig de 1391 el nou mestre ha hipotecat Złotoria (Slatoria), un castell prop de Thorn, de Władysław Opolczyk, comte palatí de Segismundo d'Hongria, per 6,632 guldens. Això va irritar Jogaila, que va envair Dobrzyń encara que va ser expulsat.
Von Wallenrode va reclutar més voluntaris a França, Anglaterra i Escòcia. Entre els que van ser estaven William Douglas de Nithsdale. Durant la tardor de 1391 els Cavallers Teutònics van organitzar una altra campanya contra Vilnius. A Kaunas  van organitzar un gran banquet, que va ser descrit a Konrad Wallenrod, un poema de 1828 de Adam Mickiewicz. Van devastar les ciutats properes de Ukmergė i Maišiagala, però els van faltar mitjans per assetjar de nou Vílnius. Al novembre de 1391 Vitautas va atacar les àrees properes a Merkinė i Hrodna, tallant la ruta de comunicació més fàcil entre Jogaila I Skirgaila.
Mentre els cavallers compraven terrenys a Prússia. Al maig de 1392 von Vallerode va iniciar negociacions amb Segismundo I d'Hongria per comprar Neumark per 500.000 guldens. Es van abandonar les negociacions ja que el títol estava en disputa entre diversos ducs. La compra de Neumark es tancaria només amb Jobst de Moràvia a 1402. Durant juliol de 1392 els cavallers van acordar pagar-li a Władysław Opolczyk 50,000 guldens per Dobrzyń, que havia estat disputada entre els ducs Piast des de 1377. Opolczyk, governant de Opole, a Silèsia, tenia poc interès en les volàtils regions del nord. En 1392 va proposar una partició de Polònia entre els Cavallers Teutònics, el Sacre Imperi Romanogermànic, Silèsia i Hongria, però va ser rebutjada. Aquestes adquisicions per part dels Cavallers posaven en perill les fronteres septentrionals de Polònia.
Ni Jogaila ni Vitautas havien aconseguit un avantatge clar, i els territoris del Gran Ducat afectats per la guerra estaven devastats. Els Szlachta' estaven descontents amb la guerra; Jogaila estava dedicant molt de temps als assumptes lituans i els esperats beneficis de la Unió de Krewo no s'havien materialitzat. La Unió se suposava que enfortiria el domini polonès de Galitzia, Moldàvia, i Valàquia en lloc de crear nous problemes al nord. Jogaila tenia problemes en l'ordenament de la seva cort, batalles al sud-est, i una esposa malaltissa. Va intentar reemplaçar Skirgaila pel seu germà menor Vygantas, però aquest va morir en estranyes circumstàncies -segons els rumors va ser enverinat o per Vitautas o per Skirgaila. Klemens Moskarzewski va ser reemplaçat per Jan Oleśnicki de Cracòvia com a governador de Vilnius. Jogaila va decidir concretar un pacte amb Vitautas.

## Pacte d'Ostrów
A la primavera de 1392 Jogaila, a través del seu enviat Enrique de Masovia, bisbe de Płock, li va presentar un pacte a Vitautas: aquest es convertiria en Gran Duc de Lituània si reconeixia Jogaila com el duc suprem. Cap a estiu Vitautas havia assegurat l'alliberament de molts dels ostatges que havia deixat en mans dels Cavallers, i, lliure de pressions per aquest costat, va acceptar l'oferta. Vitautes va aconseguir enganyar els Cavallers i que no sospitessin res quan els va convidar a la seva caserna general, el Castell de Rittersweder en una illa del riu Niemen. La majoria dels convidats més eminents van ser fets presoners i l'exèrcit de Vitautas va procedir a atacar i destruir els desprevinguts castells de fusta de Rittersweder, Metenburg i Neugarten (Nou Hrodna), prop d'Hrodna.